# Странский-Шемерер, Йозеф Ян
Йозеф Ян Странский-Шемерер (при рождении Йозеф Шемерер) (чеш. Josef Jan Stránský-Šemerer; 15 апреля 1809, Прага, Богемия, Австрийская империя — 1 марта 1866 , Пельгржимов, Высочина, Австро-Венгрия) — чешский театральный деятель, актёр театра, режиссёр. Видная фигура в развитии чешского театра и театр в Богемии, в целом.

## Биография
В юности дебютировал на любительской сцене коллектива Kajetánské spoléky. Позже выступал в коллективе Kajetánský dům (Мала-Страна, Прага), где его коллегами были Карел Гинек Маха и Йозеф Каэтан Тыл.
Женился на Антонии, дочери Яна Добромила Арбайтера, в доме которого в Праге в 1837 году Йозеф Каэтан Тыл основал первый чешский любительский театр. 
В 1859 году основал и возглавил собственную передвижную актёрскую труппу Kramuelovu hereckou společnost, позже один из первых профессиональных театральных коллективов, которые начали давать театральные представления также и на чешском языке. Труппа работала, в основном, в восточной и центральной, а позже и в южной Богемии.